# Bettina Perut
Bettina Perut (nascuda com Elisabetta Perut Bozzolo; Roma, 25 de febrer de 1970) és una periodista, directora de cinema, guionista i productora xilena més coneguda pels documentals Un hombre aparte i La muerte de Pinochet, tots dos en col·laboració amb Iván Osnovikoff, director amb el qual ha realitzat la majoria dels seus treballs audiovisuals en el camp documental.

## Carrera
La majoria de la seva filmografia l'ha realitzat amb Osnovikoff; el seu primer treball va ser Chi-chi-chi Le-le-le Martín Vargas de Chile el 2000 que va aconseguir el Premi a la millor pel·lícula al Festival de Cinema de Valparaíso i a la millor recerca en el Festival de Documentals de Santiago El 2001. Li va seguir Un Hombre Aparte que es va presentar amb èxit en el Festival Internacional del Nou Cinema Llatinoamericà de l'Havana on es va alçar amb el premi coral al millor documental experimental, El Astuto Mono Pinochet Contra La Moneda de los Cerdos (2004) i Welcome to New York (2006), aquest últim nominat a un Premi Pedro Sienna al millor curtmetratge i migmetratge documental. El 2009 estrena Noticias que és premiat com a millor documental experimental en Parnü IDF d'Estònia, mentre que amb La Muerte de Pinochet (2011) va rebre un premi especial del jurat SANFIC.
A més, ha rebut quatre nominacions al Premi Altazor de les Arts Nacionals: dos El 2002 en les categories millor direcció i millor aportació creativa, una el 2007 a la millor direcció en cinema documental i una altra el 2012 en la mateixa categoria.

### Filmografia
| Any  | Títol                                                  | Gènere               |
| ---- | ------------------------------------------------------ | -------------------- |
| 2011 | La muerte de Pinochet                                  | Documental           |
| 2009 | Noticias                                               | Documental           |
| 2006 | Welcome to New York                                    | Documental de ficció |
| 2004 | El astuto mono Pinochet contra la moneda de los cerdos | Documental           |
| 2001 | Un hombre aparte                                       | Documental           |
| 2000 | Chi-chi-chi-le-le-le. Martín Vargas de Chile           | Documental           |

### Premis i nominacions
| Any  | Premi                                                            | Treball               | Resultat                                      | Categoria | Refs   |
| ---- | ---------------------------------------------------------------- | --------------------- | --------------------------------------------- | --------- | ------ |
| 2012 | Premis Altazor                                                   | La muerte de Pinochet | Direcció - documental                         | Nominat   | [ 1 ]  |
| 2011 | Festival Internacional de Cinema de Varsòvia                     | La muerte de Pinochet | Millor documental                             | Nominat   | [ 10 ] |
| 2007 | Premios Altazor                                                  | Welcome to New York   | Direcció en cinema documental                 | Guanyador | [ 9 ]  |
| 2003 | Festival Docúpolis de Barcelona                                  | Un hombre aparte      | Premi Docúpolis al millor documental          | Guanyador | [ 11 ] |
| 2002 | Festival Internacional del Nou Cinema Llatinoamericà de l'Havana | Un hombre aparte      | Premi coral al millor documental experimental | Guanyador | [ 4 ]  |
| 2002 | Premis Altazor                                                   | Un hombre aparte      | Aportació Creativa                            | Nominat   |        |
| 2002 | Premis Altazor                                                   | Un hombre aparte      | Direcció - Cinema                             | Nominat   |        |